# Il sorriso del grande tentatore
Il sorriso del grande tentatore è un film del 1974 diretto da Damiano Damiani.

## Trama
La storia si svolge in un istituto religioso romano, diretto da una suora, i cui ospiti fissi sono persone che, per diversi motivi, devono, secondo i dettami del Vaticano, restare fuori dal mondo. C'è una donna, Emilia, salvata nel suo paese, la Bolivia, da una sicura pena di morte dall'intervento della Chiesa; un prete operaio; un vescovo cubano che appoggia il regime di Castro; un prete polacco accusato di collaborazionismo con i nazisti; un principe rampollo di un'aristocratica famiglia legata al Vaticano che ama incestuosamente la propria sorella; ecc.
Una mattina arriva all'istituto uno scrittore agnostico, chiamato dal prete polacco per aiutarlo a scrivere le proprie memorie del tempo del nazismo, le quali lo potrebbero assolvere dall'accusa di collaborazionismo. Lo scrittore contesta i discutibili metodi psicologici della superiora nei confronti degli altri ospiti, provocando un vero e proprio sconvolgimento nella monotona e piatta vita di clausura di tutti i personaggi.